# 1996年スペイン総選挙
1996年スペイン総選挙（1996ねんスペインそうせんきょ）は、スペインの国会を構成する国会議員を選出するため1996年3月に行われた選挙である。代議院（下院）と元老院（上院）の両方で選挙が実施されたが、ここでは代議院の選挙結果についてのみ取り上げる。

## 概要
1982年の総選挙以来、14年間政権の座にあった中道左派政党の社会労働党が選挙で敗北、アスナール率いる中道右派の国民党が過半数の議席は得られなかったものの第一党に躍進して念願の政権の座についた。
- 首相：フェリーペ・ゴンサーレス（社会労働党）
- 投票日：1996年3月3日
- 有権者数：32,531,833名
- 選挙制度[1]：県単位（52県）の比例代表制（350議席）

1. 選挙区定数は人口比例で配分される。但し、アフリカ地域の2県（セウタ・メリリャ）は定数1の小選挙区制
2. 投票は政党あるいはその連合のリストを選択する。個人候補は認められない。
3. 各リストへの議席配分は、県単位のドント式で実施するが、得票率が3％未満のリストは議席配分の対象外となる。

## 選挙結果
投票率：77.38%
| 党派                            | 得票数    | 得票率 | 議席 | 増減 |
| ------------------------------- | --------- | ------ | ---- | ---- |
| 国民党（PP）                    | 9,716,006 | 38.79% | 156  | 15   |
| 社会労働党（PSOE）              | 9,425,678 | 37.63% | 141  | 18   |
| 統一左翼（IU）                  | 2,639,774 | 10.54% | 21   | 3    |
| 集中と統一（CiU）               | 1,151,633 | 4.60%  | 16   | 1    |
| バスク民族主義党（PNV）         | 318,951   | 1.27%  | 5    | =    |
| カナリア諸島連合（CC）          | 220,418   | 0.88%  | 4    | =    |
| ガリシア民族主義ブロック（BNG） | 220,147   | 0.88%  | 2    | 2    |
| エリ・バタスナ（HB）            | 181,304   | 0.72%  | 2    | =    |
| カタルーニャ共和主義左翼（ERC） | 167,641   | 0.67%  | 1    | =    |
| バスク連帯党（EA）              | 115,861   | 0.46%  | 1    | =    |
| バレンシア連合（UV）            | 91,575    | 0.37%  | 1    | =    |
| 合計                            |           |        | 350  |      |

有効得票数：25,046,276票
出所：碇順治著『現代スペインの歴史激動の世紀から飛躍の世紀へ』彩流社213頁、表13「96年総選挙下院議会選挙結果」（スペイン内務省）より。尚、議席を獲得出来なかった政党については本表では省略した。